# Innviertler Straße
Die Innviertler Straße (B 137) ist eine Landesstraße in Österreich. Sie verbindet auf einer Länge von 61 km das Hausruckviertel mit dem nördlichen Innviertel und dem unteren Inntal mit Anbindung nach Deutschland. Ihren Anfang nimmt die Straße in Wels an der Traun. Sie führt im Wesentlichen entlang der Bahnstrecke Wels–Passau über Bad Schallerbach, Grieskirchen und Zell an der Pram nach Schärding am Inn und zur Staatsgrenze auf der Innbrücke.
Bei Wels hat sie eine Anbindung an die Welser Autobahn (Welser Nordspange, A 25), bei Wallern an der Trattnach zweigt die Wallerner Straße (B 134) nach Eferding ab, bei Grieskirchen die Gallspacher Straße (B 135) über Gallspach nach Gaspoltshofen am Hausruck und die Rieder Straße (B 141) über Ried im Innkreis nach Braunau am Inn, kurz vor Schärding mündet die schräg parallele Eferdinger Straße (B 129) von Eferding.
Die Straße ist insbesondere zwischen Neumarkt im Hausruckkreis und Schärding kreuzungsfrei ausgebaut.

## Geschichte
Durch die Eröffnung der Innkreis Autobahn, die bis maximal 10 Kilometer südlich der B 137 Wels und Schärding – also West Autobahn (A 1)/Pyhrn Autobahn (A 9) und deutsche Bundesautobahn 3 (BAB 3) – verbindet, hat die Überlandstraße ihre Rolle als internationale Fernverbindung weitgehend verloren (die E 56 von Nürnberg zur E 57 Graz – Ljubljana benutzt heute die Autobahn) und ist nur mehr lokal von Bedeutung – obschon sich seit Einführung der Autobahnmaut wieder eine Zunahme an Mautflüchtlingen zeigt.
| B137 | Die Innviertler Straße befand sich wie die anderen ehemaligen Bundesstraßen in der Bundesverwaltung. Seit dem 1. April 2002 steht sie unter Landesverwaltung und führt zwar das B in der Nummer weiterhin, nicht aber die Bezeichnung Bundesstraße. |